# Campeonato de Francia de Rugby 15 1977-78
El Campeonato de Francia de Rugby 15 1977-78 fue la 79.ª edición del Campeonato francés de rugby.
El campeón del torneo fue el equipo de AS Béziers quienes obtuvieron su séptimo campeonato.

## Desarrollo

### Grupo A
| Grupo 1 - Béziers - Lourdes - Agen - Bègles - Auch - Tyrosse - Le Creusot - Vichy                   | Grupo 2 - Touloun - Perpignan - Brive - Stadoceste - Montauban - Bourgoin-Jallieu - AS Mérignac - Albi | Grupo 3 - RRC Nice - Biarritz - Toulouse - US Bressane - Aurillac - Stade Beaumontois - Mazamet - Chambéry |
| Grupo 4 - Romans - Bayonne - Graulhet - Oloron - Stade Bagnérais - La Rochelle - Montchanin - Rodez | Grupo 5 - Narbonne - Montferrand - Valence - Dax - Tulle - Carcassonne - La Voulte - US Salles         | |

### Dieciseisavos de final
| 1978 | Béziers | 29 - 15 | Thuir |  |  |

| 1978 | Oloron | 19 - 10 | US Bressane |  |  |

| 1978 | Perpignan | 26 - 7 | Auch |  |  |

| 1978 | Biarritz | 23 - 9 | Aurillac |  |  |

| 1978 | Romans | 24 - 3 | Boucau |  |  |

| 1978 | Toulouse | 27 - 10 | Bègles |  |  |

| 1978 | RRC Nice | 22 - 19 | Saint-Jean-de-Luz |  |  |

| 1978 | Stade Bagnérais | 27 - 11 | Graulhet |  |  |

| 1978 | Agen | 16 - 10 | Tulle |  |  |

| 1978 | Lourdes | 39 - 10 | Pau |  |  |

| 1978 | Valence | 12 - 9 | Dax |  |  |

| 1978 | Toulon | 22 - 7 | Mont de Marsan |  |  |

| 1978 | Montferrand | 36 - 19 | Montauban |  |  |

| 1978 | Bayonne | 29 - 9 | Racing |  |  |

| 1978 | Brive | 6 - 0 | Stadoceste |  |  |

| 1978 | Narbonne | 6 - 0 | Avignon Saint-Saturnin |  |  |

### Octavos de final
| 1978 | Béziers | 33 - 11 | Oloron |  |  |

| 1978 | Perpignan | 4 - 3 | Biarritz |  |  |

| 1978 | Toulouse | 18 - 6 | Romans |  |  |

| 1978 | Stade Bagnérais | 22 - 6 | RRC Nice |  |  |

| 1978 | Lourdes | 16 - 10 | Agen |  |  |

| 1978 | Valence | 22 - 9 | Toulon |  |  |

| 1978 | Montferrand | 7 - 0 | Bayonne |  |  |

| 1978 | Narbonne | 28 - 16 | Brive |  |  |

### Cuartos de final
| 1978 | Béziers | 26 - 3 | Perpignan |  |  |

| 1978 | Toulouse | 18 - 14 | Stade Bagnérais |  |  |

| 1978 | Valence | 15 - 9 | Romans |  |  |

| 1978 | Montferrand | 22 - 18 | Narbonne |  |  |

### Semifinal
| 1978 | Béziers | 12 - 9 | Toulouse |  |  |

| 1978 | Montferrand | 20 - 12 | Valence |  |  |

### Final
| 20 de mayo de 1978 | AS Béziers | 31 - 9 | Montferrand | Parc des Princes, Paris |  |

| Bandera de Francia |
| Campeón AS Béziers |
| Séptimo título     |